# Нью-Флоренс (Міссурі)
Нью-Флоренс (англ. New Florence) — місто (англ. city) в США, в окрузі Монтгомері штату Міссурі. Населення — 641 особа (2020).

## Географія
Нью-Флоренс розташований за координатами 38°54′30″ пн. ш. 91°27′17″ зх. д. / 38.90833° пн. ш. 91.45472° зх. д. (38.908466, -91.454789).  За даними Бюро перепису населення США в 2010 році місто мало площу 7,61 км², з яких 7,56 км² — суходіл та 0,05 км² — водойми.

## Демографія
Згідно з переписом 2010 року, у місті мешкало 769 осіб у 257 домогосподарствах у складі 181 родини. Густота населення становила 101 особа/км².  Було 302 помешкання (40/км²).
Расовий склад населення:
| - 96,6 % — білих - 0,9 % — чорних або афроамериканців - 0,1 % — корінних американців - 0,1 % — азіатів |

До двох чи більше рас належало 1,8 %. Частка іспаномовних становила 0,8 % від усіх жителів.
За віковим діапазоном населення розподілялося таким чином: 24,3 % — особи молодші 18 років, 57,5 % — особи у віці 18—64 років, 18,2 % — особи у віці 65 років та старші. Медіана віку мешканця становила 41,0 року. На 100 осіб жіночої статі у місті припадало 98,2 чоловіків;  на 100 жінок у віці від 18 років та старших — 88,3 чоловіків також старших 18 років.
Середній дохід на одне домашнє господарство  становив 37 852 долари США (медіана — 31 100), а середній дохід на одну сім'ю — 40 512 долари (медіана — 32 798). Медіана доходів становила 29 018 доларів для чоловіків та 28 269 доларів для жінок. За межею бідності перебувало 24,3 % осіб, у тому числі 40,1 % дітей у віці до 18 років та 16,5 % осіб у віці 65 років та старших.
Цивільне працевлаштоване населення становило 316 осіб. Основні галузі зайнятості: освіта, охорона здоров'я та соціальна допомога — 24,7 %, виробництво — 19,9 %, мистецтво, розваги та відпочинок — 12,0 %, публічна адміністрація — 10,1 %.